# Albright-Knox Art Gallery
L'Albright-Knox Art Gallery è un museo che si trova in Elmwood Avenue 1285 a Buffalo, negli Stati Uniti, Espone opere d'arte antica, moderna e contemporanea. Sorge nei pressi del Buffalo State College.
Il museo espone opere di: Giacomo Balla, Georges Braque, Marc Chagall, John Connell, Edgar Degas, Paul Gauguin, Allan Graham, Gloria Graham, Fernand Léger, Henri Matisse, Joan Miró, Piet Mondrian, Claude Monet, Pablo Picasso, Pierre-Auguste Renoir, Georges-Pierre Seurat, Alfred Sisley, Vincent van Gogh e altri.

## Storia
L'Albright-Knox Art Gallery è un'emanazione della Buffalo Fine Arts Academy, fondata nel 1862. Si tratta di una delle più antiche istituzioni pubbliche dedicate all'arte degli Stati Uniti. Nel 1890 l'imprenditore e filantropo John J. Albright, facoltoso industriale di Buffalo, fece iniziare la costruzione della Albright Art Gallery per donarla all'Accademia. Originariamente l'intenzione era di usare il Padiglione delle Belle Arti per l'Esposizione Pan-Americana del 1901, ma a causa di ritardi nella costruzione rimase incompleto fino al 1905.
Nel 1962 venne realizzato un significativo ampliamento del museo grazie al contributo finanziario di Seymour H. Knox, Jr. e della sua famiglia e di molti altri donatori. Fu in quel periodo che il museo venne ribattezzato "Albright-Knox Art Gallery". Il nuovo edificio venne progettato dal celebre architetto Gordon Bunshaft, dello studio Skidmore, Owings and Merrill, noto per aver disegnato il grattacielo Lever House a New York.
L'Albright-Knox Art Gallery è inserita nel National Register of Historic Places degli Stati Uniti.

## Le opere maggiori
Giacomo Balla

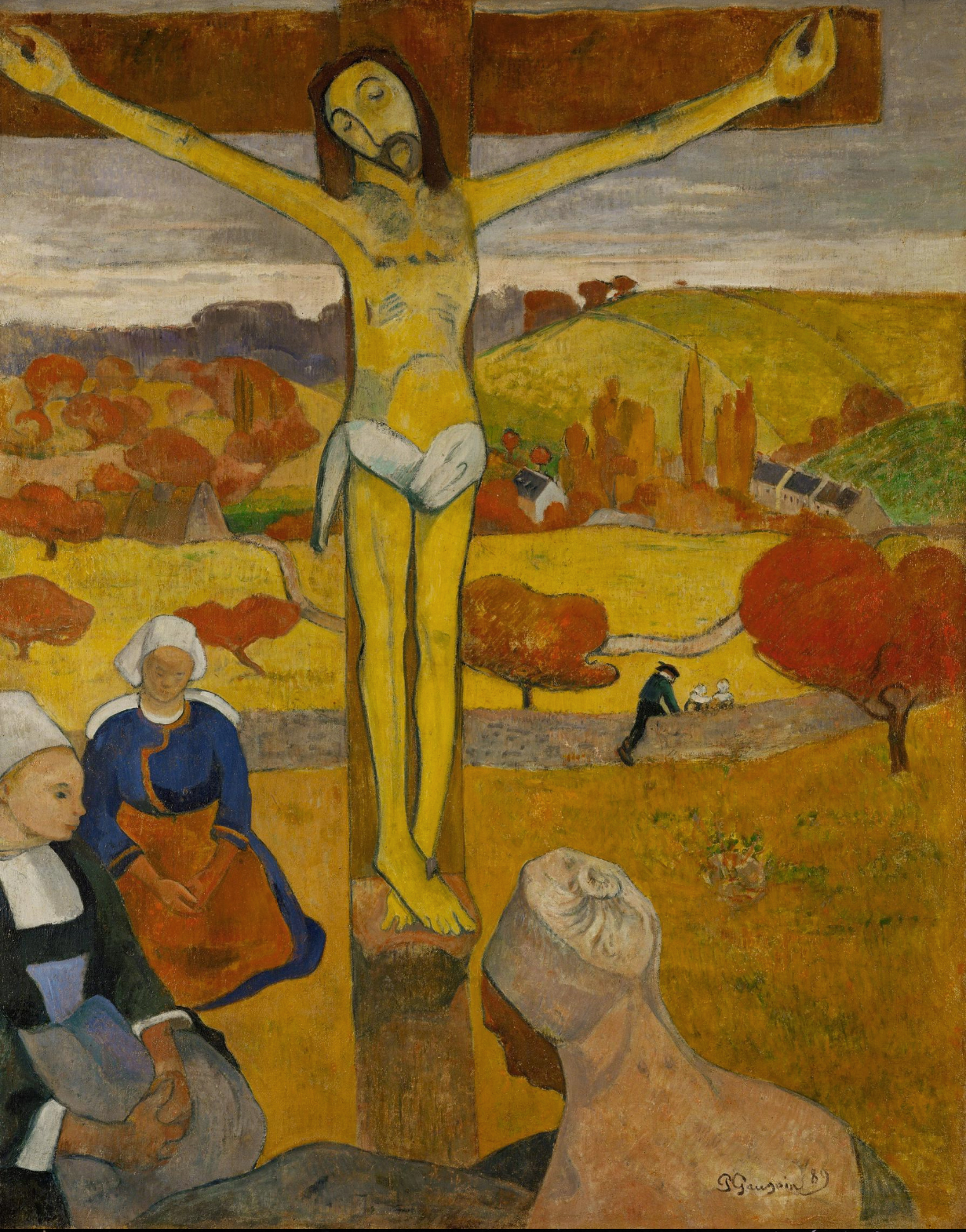
Paul Gauguin
Il Cristo giallo, 1889

- Dinamismo di un cane al guinzaglio, 1912

Marc Chagall
- L'acrobata, 1914

Paul Gauguin
- Il Cristo giallo, 1889
- Lo spirito dei morti veglia (Manao Tupapau), 1892

Georges-Pierre Seurat
- Studio finale per lo Chahut, 1889